# Gladys Heldman
Gladys Medalie Heldman (13 de maio de 1922 – 22 de junho de 2003) foi a fundadora da revista World Tennis; ela ajudou Billie Jean King e outras tenistas a formarem o Virginia Slims Tour no começo da década de 1970 (a precursora do atual WTA Tour).  Ela é membro do International Tennis Hall of Fame e do International Jewish Sports Hall of Fame.
Heldman foi indicada ao  International Tennis Hall of Fame in 1979, Ao Texas Tennis Hall of Fame em 1988, Associação de tênis universitário ITA feminino Hall of Fame in 1998, e ao International Jewish Sports Hall of Fame, em 2000.